# Identity (今井絵理子の曲)
identity（アイデンティティ）は、日本の女性歌手、今井絵理子の4枚目のシングル。

## 解説
- 2001年3月7日にトイズファクトリーよりリリースされた。
- 本人出演のアサヒ飲料「バヤリースオレンジフルオレンジ」CMソング。
- カップリング曲「place in the sun」はelly名義のライブでもよく披露されている。
- TFCC-87081 定価￥1,200(廃盤)

## 収録曲
1. identity
  - 作詞・作曲・編曲:葉山拓亮
2. free soul
  - 作詞・作曲・編曲:葉山拓亮
3. place in the sun
  - 作詞・作曲・編曲:葉山拓亮
4. identity (instrumental)
5. free soul (instrumental)
6. place in the sun (instrumental)